# Cerastium takasagomontanum
Cerastium takasagomontanum är en nejlikväxtart som beskrevs av Masamune. Cerastium takasagomontanum ingår i släktet arvar, och familjen nejlikväxter. Inga underarter finns listade i Catalogue of Life.